# Trygonoptera testacea
Trygonoptera testacea é uma espécie de peixe da família Urolophidae.
É endémica da Austrália.
Os seus habitats naturais são: mar costeiro e águas estuarinas.